# Antonia occidentalis
Antonia occidentalis är en tvåvingeart som beskrevs av Wray Merrill Bowden 1959. Antonia occidentalis ingår i släktet Antonia och familjen svävflugor.
Artens utbredningsområde är Nigeria. Inga underarter finns listade i Catalogue of Life.